# Sant Martin de l'Arçon
Sant Martin de l'Arçon (en francès Saint-Martin-de-l'Arçon) és un municipi occità del Llenguadoc, situat al departament de l'Erau i a la regió d'Occitània.